# Шурыгинский сельсовет
Шурыгинский сельсовет — сельское поселение в Черепановском районе Новосибирской области Российской Федерации.
Административный центр — село Шурыгино.

## История
Статус и границы сельского поселения установлены Законом Новосибирской области от 2 июня 2004 года № 200-ОЗ «О статусе и границах муниципальных образований Новосибирской области»

## Население
| 2002  | 2010  | 2012  | 2013  | 2014  | 2015  | 2016  |
| ----- | ----- | ----- | ----- | ----- | ----- | ----- |
| 1403  | ↘1220 | ↘1200 | ↘1178 | ↗1190 | ↘1176 | ↘1161 |
| 2017  | 2018  | 2019  | 2020  | 2021  |       |       |
| ↗1164 | ↗1181 | ↘1163 | ↘1136 | ↘1122 |       |       |

## Состав сельского поселения
| № | Населённый пункт | Тип населённого пункта       | Население |
| - | ---------------- | ---------------------------- | --------- |
| 1 | Виноград         | посёлок                      | ↘242      |
| 2 | Шурыгино         | село, административный центр | ↘978      |